# ダンシング・マシーン (アルバム)
『ダンシング・マシーン』（Dancing Machine）は、ジャクソン5が1974年に発表したスタジオ・アルバム。

## 解説
「ダンシング・マシーン」は、前作『ゲット・イット・トゥゲザー』（1973年）で発表された曲だが、本作には1974年2月にシングルとしてリリースされたリミックス・ヴァージョンが収録されている。
1974年6月、本作に先行して「君のものは僕のもの」がシングルとしてリリースされ、Billboard Hot 100で38位、R&Bチャートでは3位に達した。そして、9月に本作がリリースされると、Billboard 200で16位に達し、グループにとって2年振りの全米トップ20アルバムとなった。また、12月には「アイ・アム・ラヴ」がシングルのA面とB面に分割した形でシングル・カットされて、Billboard Hot 100で15位、R&Bチャートで5位に達した。
2001年には、次作『ムーヴィング・ヴァイオレーション』（1975年）の全9曲とボーナス・トラック2曲を追加した20曲入りのCD『Dancing Machine & Moving Violation』がリリースされた。

## 収録曲
1. アイ・アム・ラヴ - "I Am Love" (Don Fenceton, Jerry Marcellino, Mel Larson, Roderick Rancifer) - 7:27
2. 君のものは僕のもの - "Whatever You Got, I Want" (Gene Marcellino, J. Marcellino, M. Larson) - 2:55
3. シーズ・ア・リズム・チャイルド - "She's a Rhythm Child" (Clarence Drayton, Hal Davis, Ruth Talmage) - 2:37
4. ダンシング・マシーン - "Dancing Machine" (Don Fletcher, H. Davis, Weldon Dean Parks) - 2:41
5. ザ・ライフ・オブ・ザ・パーティ - "The Life of the Party" (C. Drayton, H. Davis, Tamy Smith) - 2:33
6. ホワット・ユー・ドント・ノウ - "What You Don't Know" (G. Marcellino, J. Marcellino, M. Larson) - 4:23
7. イフ・アイ・ドント・ラヴ・ユー・ジス・ウェイ - "If I Don't Love You This Way" (Leon Ware, Pam Sawyer) - 3:25
8. イット・オール・ビギンズ・アンド・エンズ・ウィズ・ラヴ - "It All Begins and Ends with Love" (D. Fenceton, J. Marcellino, M. Larson) - 3:04
9. ザ・ミラーズ・オブ・マイ・マインド - "The Mirrors of My Mind" (Charlotte O'Hare, D. Fletcher, Nita Garfield) - 3:06